# 碧いうさぎ
「碧いうさぎ」（あおいうさぎ）は、酒井法子の27枚目のシングル。1995年5月10日にビクターエンタテインメントより発売された。

## 解説
日本テレビ系水曜ドラマ『星の金貨』主題歌。酒井法子のシングルとしては最大のセールスで、累計99.7万枚を売り上げた（オリコンチャート調べ）。日本レコード協会及びオリコンでは非ミリオン扱いだが、出荷枚数ではミリオンセラーを記録。
1995年末の第37回日本レコード大賞・優秀作品賞を受賞。また酒井自身『第46回NHK紅白歌合戦』に初出場（2020年現在唯一の紅白歌合戦出演）し、日本手話を交えて歌った。
この曲を作詞した牧穂エミがアルバム『aromatister』で、作曲をした織田哲郎がアルバム『MELODIES』でセルフカバーしている。
作詞家の牧穂エミによると、作曲は織田哲郎と最初から決まっていて、作詞のみコンペ方式で約50人が参加したとしている。作詞のコンペはドラマ『星の金貨』の内容に沿った歌詞とドラマの題材となったグリム童話に似合う歌詞をそれぞれ2作提供するというもので、その中から牧穂が作詞した2作がミックスされたものが採用された。
『BEST OF BEST 1000 織田哲郎』のライナーノーツによると、日本テレビのドラマプロデューサーからビーイングに発注された曲で、プロデューサーの長戸大幸によって歌詞のかなりが書き換えられているという。
2007年にリリースされた「世界中の誰よりきっと」のカップリングに、新たに録音された「碧いうさぎ [2007 Version]」が収録されている。編曲は上杉洋史。『星の金貨』で酒井が聴覚障害者の役を演じていたことから、音楽番組で披露する際には、手話を使いながら歌われた。
海外でも、台湾・香港・ベトナムなどで現地語にて歌われている。現地のカラオケ機械に入っている事もある。酒井法子の覚醒剤取締法違反による逮捕を受け、2009年（平成21年）8月10日、酒井の全楽曲の音楽配信停止措置が執られる前にダウンロードが集中し、iTunes Storeの楽曲ダウンロードランキングで「碧いうさぎ」（シングルバージョン）が1位に浮上した。各社カラオケリクエストランキングでも上位に浮上した。

## 収録曲
1. 碧いうさぎ (3:45)
  - 作詞: 牧穂エミ、作曲: 織田哲郎、編曲: 新川博
  - コーラス：広谷順子
2. 永遠の朝 (4:26)
  - 作詞・作曲: 上田知華、編曲: 山川恵津子
3. 碧いうさぎ（カラオケ）
4. 永遠の朝（カラオケ）

## 収録アルバム
酒井法子のアルバム
- Watercolour
- 素顔 (ノーメイク)
- スノーフレイクス
- ASIAN COLLECTION 97
- ASIAN TOUR SPECIAL〜ASIAN COLLECTION 98〜
- Singles 〜NORIKO BEST〜 III
- Asia 2000〜Words Of Love〜
- NORIKO BOX
- moments
- <COLEZO!> 酒井法子 Best Selection
- 大好き 〜My Moments Best〜
- Truth〜飛べない鳥よ〜 ※「碧いうさぎ - 2015 Ver.-」のタイトルで収録[3]
- The Best Exhibition　酒井法子30thアニバーサリーベストアルバム ※ボーナス・トラックとして「碧いうさぎ（中国語バージョン：寂寞的小碧兔）」のタイトルで収録[4]
- GOLDEN☆BEST 酒井法子
- NORIKO BOX 30th Anniversary Mammoth Edition
- Premium Best

オムニバス・アルバム
- 星の金貨 オリジナル・サウンドトラック
- LADIES' POPS HIT COLLECTION
- サウンド・オブ・サンミュージック
- 20世紀BEST アイドル・ヒストリー ビクターエンタテインメント篇(2)
- ザ・テーマ -日本テレビドラマ主題歌集-90年代〜
- 輝け! 火水ドラマ王 90's
- 日本テレビ開局50年記念 TV GENERATION 日テレGOLDEN BEST
- Beautiful Songs
- CLIMAX 〜DRAMATIC SONGS
- Beautiful Songs 〜those were the days
- ビクター・レコーディングス(7) 1988-1997
- Wonderful Tunes 〜Dear Winter〜
- ベスト・ヒット! 日テレ55 [日テレ・スタンダード]
- J-POP DRIVING～NON-STOP MIX by DJ KEN-ICHIRO - 1分30秒ほどの短縮バージョンで前後の曲とシームレス仕様。
- VeCTORY! 1991〜1995 - このアルバムに収録された当曲がiTunes楽曲ダウンロードランキング1位を獲得した。

## カバー
碧いうさぎ
- 安部菜々（三宅麻理恵） - アルバム「THE IDOLM@STER CINDERELLA MASTER Cute jewelries! 001」（2013年）収録。
- 相川七瀬 - カバーアルバム「Treasure Box -Tetsuro Oda Songs-」（2015年10月28日発売）に収録[5]。

## その他
2019年（令和元年）7月23日放送の森本毅郎・スタンバイ！（TBSラジオ）内の「歌のない歌謡曲」にて、碧いうさぎのインストゥルメンタルをバックに、遠藤泰子が環境省の「土用のうなぎはご予約を」の一連のツイート炎上を伝えた後、「碧いうさぎでした」と曲紹介する所を「碧いうなぎでした」と間違え、直ぐに「失礼しました、碧いうさぎでした」と詫びた。このハプニングは同年12月に放送された爆笑問題の日曜サンデーの年末企画であるTBSラジオ珍プレー好プレー大賞にノミネートされ、第2位にランクインされた。この珍プレーについては、同企画のプレゼンターを務める外山恵理（TBSアナウンサー）が2023年1月12日の『朗読のミカタ』に出演した際も取り上げていた。